# Temps présent (émission de télévision)
Pour les articles homonymes, voir Temps présent.
Temps présent est un magazine d'information télévisé hebdomadaire diffusé sur la Radio télévision suisse.

## Historique
L'émission de télévision Temps présent est créée pour la Radio télévision suisse (RTS), en 1969, avec Alexandre Burger à la production et Claude Torracinta comme rédacteur en chef. Le premier numéro est diffusé le 18 avril 1969. C'est, après Panorama de la BBC, le plus ancien magazine d'information d'Europe et le plus ancien de la RTS.
À ses débuts, l'émission compte trois reportages.
En mars 2024, François Roulet et Elisabeth Logean reprennent la production et la présentation de Temps présent.

## Contenu
Les reportages et enquêtes de Temps présent portent sur des questions de politique nationale et internationale, de faits de société, d'histoire et d'économie.

## Récompenses
L'émission récolte plus d'une centaine de récompenses internationales.
Elle reçoit également le 22e prix Jean Dumur le 27 août 2009.